# Лотка (приток Сопы)
Лотка — река в России, протекает по Калевальскому району Карелии. Левый приток Сопы.
Длина реки — 32 км, площадь водосборного бассейна — 151 км². Берёт начало на крайнем юго-востоке района. Течёт на северо-запад, в среднем течении протекает через озеро Кинеозеро (выше озера река носит название Кинейоки). В низовьях поворачивает на восток и впадает в Сопу по левому берегу в 17 км от её устья (2,3 км к западу от бывшей деревни Соповарака).
Русло извилистое в нижнем течении. Бассейн покрыт заболоченными лесами и мелкими озёрами.
Имеются мосты через реку на местных просёлочных дорогах. Населённых пунктов в бассейне реки нет.

## Данные водного реестра
По данным государственного водного реестра России относится к Баренцево-Беломорскому бассейновому округу, водохозяйственный участок реки — Кемь от Юшкозерского гидроузла до Кривопорожского гидроузла. Речной бассейн реки — бассейны рек Кольского полуострова и Карелии, впадающих в Белое море.